# Stadtgericht Cosel

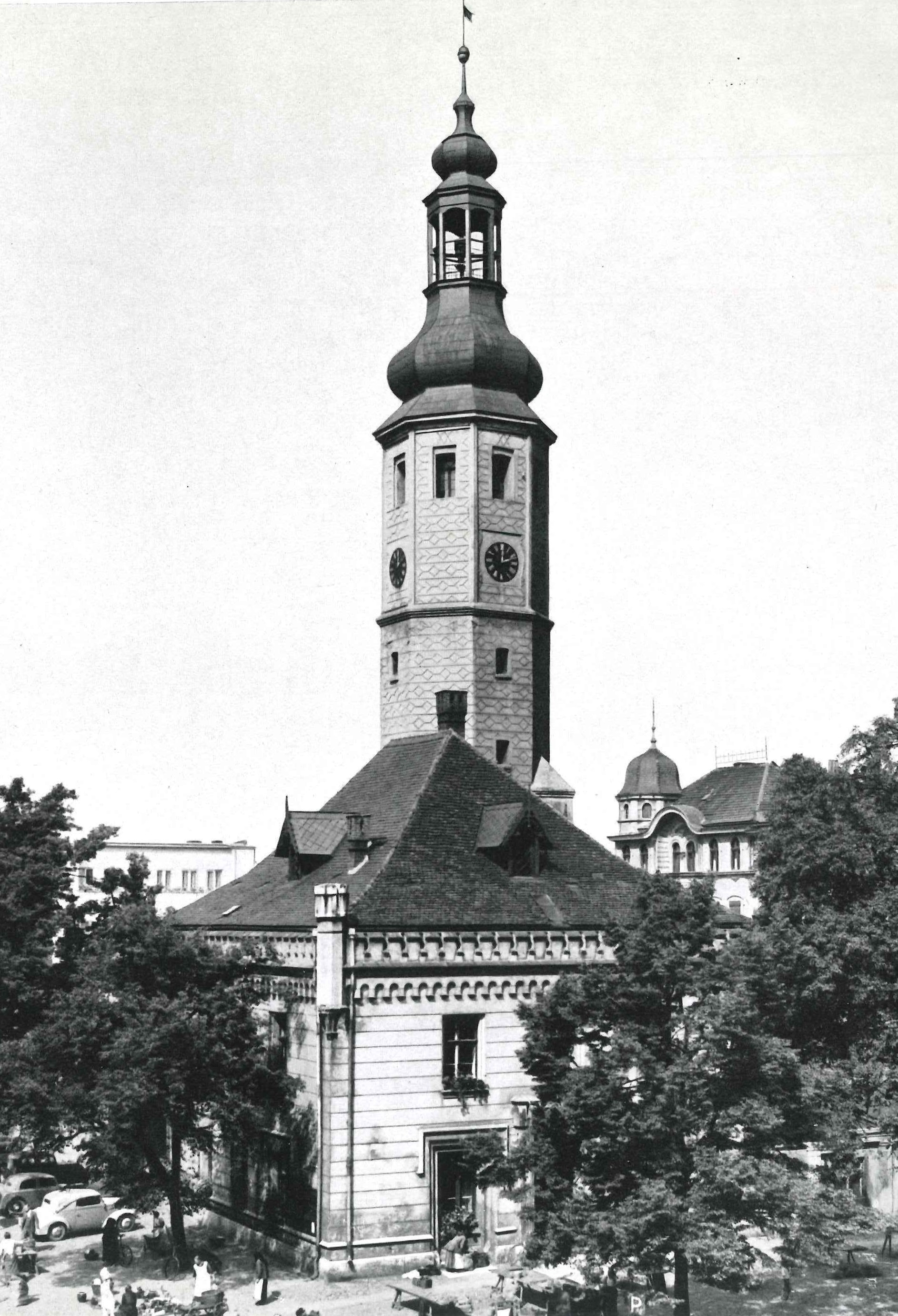
Rathaus, Sitz des Gerichtes

Das Stadtgericht Cosel war ein preußisches Land- und Stadtgericht mit Sitz in Cosel.

## Geschichte
Mit der preußischen Städteordnung von 1808 verloren die Magistrate ihre Funktion als Eingangsgerichte und es wurden staatliche Stadtgerichte eingerichtet. Nach dem Ende der Befreiungskriege wurden die staatlichen Gerichte (Stadtgerichte und Justizämter) zu Land- und Stadtgerichten zusammengefasst. In Cosel erfolgte das nicht, das bisherige Stadtgericht Cosel blieb eigenständig. Zuständiges Oberlandesgericht war das Oberlandesgericht Ratibor.
Sein Sprengel umfasste die Stadt Cosel mit 3016 Einwohnern (1837) sowie drei Ortschaften mit zusammen 1186 Einwohnern, also zusammen 4202 Gerichtseingesessene. Die Ortschaften waren Dzielnitz, Kobelwitz und Rogau. 
Am Gericht waren ein Land- und Stadtrichter ein Subalterner und ein Unterbeamter beschäftigt. Es handelte sich um ein Gericht 2. Klasse, d. h. da das Gericht weniger als drei Richter hatte, konnten diese nicht als Spruchkörper gemeinsam Beschlüsse fassen.
Das Gericht hatte seinen Sitz im Rathaus der Stadt Cosel.
1849 wurden einheitlich Kreisgerichte gebildet. In Falkenberg entstand so das Kreisgericht Cosel.